# Antonín z Colloredo-Wallsee
Antonín hrabě Colloredo-Melz a Wallsee (německy Anton Graf Colloredo-Melz und Wallsee, 14. listopadu 1707 – 17. března 1785, Vídeň) byl rakouský šlechtic a vojevůdce z česko-rakouské linie rodu Colloredů. Dosáhl hodnosti polního maršála.

## Život
Narodil se jako syn Jeronýma hraběte z Colloreda (1674–1726), který dosáhl pro svou osobu a potomky dědičný úřad nejvyššího stolníka, v letech 1714–1717 byl moravským zemským hejtmanem a poté místodržícím v Miláně.
Jeho druhorozený syn Antonín, již od dětství určený pro vojenskou dráhu, vstoupil roku 1728 do císařské armády. V roce 1737 byl povýšen na velitele pěšího pluku Deutschmeister. Roku 1742 se stal generálem-polním vachmistrem a roku 1744 majitelem pěchotního pluku č. 20. V roku 1747 se vyznamenal v Itálii a při obraně Col di Assietta.
V roce 1749 byl jmenován c. k. skutečným tajným radou, v roce 1752 generálem-polním zbrojmistrem, v roce 1756 hejtmanem c. k. šlechtické osobní stráže arcièrů, poté skutečným dvorským válečným radou. Roku 1760 získal nejvyšší vojenskou hodnost generála-polního maršála. Vyznamenal se jako obratný vojevůdce na bitevních polích v Uhrách a Itálii, při taženích proti Turkům, Francouzům a Prusům.
V roce 1766 byl jmenován vrchním ředitelem c. k. vojenské akademie, kde zúročil své bohaté strategické znalosti a bojové zkušenosti. Jako ředitel byl velmi schopný, upravil školní osnovy, zrušil nepotřebné předměty a místo nich zavedl nové a rovněž byl autorem prvního tištěného řádu akademie. Roku 1768 zničilo zemětřesení budovu akademie, kterou nechal hrabě znovu vystavět v rozšířené podobě.
V letech 1768-1771 byl současně velvyslancem velmistra maltézského řádu u císařského dvora, od roku 1777 byl velkopřevorem v Uhrách.
Zemřel jako vážený zasloužilý vojevůdce a vlastenec dne 17. března 1785 ve Vídni. Byl pochován v rodové hrobce františkánského kláštera u sv. Jeronýma ve Vídni.